# بيير دوبوي
بيير دوبوي هو دبلوماسي كندي، ولد في 9 يوليو 1896 في مونتريال في كندا، وتوفي في 21 مايو 1969 في كان في فرنسا.